# Inazuma Raigorō
Inazuma Raigorō (稲妻 雷五郎 en japonés, nacido en 1795 como Nemoto Saiuske (根本 才助 en japonés) en Inashiki, Ibaraki, Japón; y fallecido el 29 de marzo de 1877 en Japón) fue un luchador japonés de sumo. Fue el séptimo yokozuna de este deporte. Inazuma significa rayo en japonés.

## Carrera
Su fecha de nacimiento es ambigua. Según una fuerte teoría, nació en 1802. Otra afirma que nació en 1795. Si la primera es correcta, sería el yokozuna más joven hasta la promoción de Umegatani Tōtarō II en 1903. Si la segunda es correcta, murió a la edad de 82 años.
Trabajó bajo el clan Matsudaira en Izumo, donde trabajó el legendario luchador de sumo Raiden. Inazuma entró en el sumo de Edo en febrero de 1821 y fue promovido a la división makuuchi en octubre de 1824. Alcanzó el grado más alto de ōzeki solamente en habilidad, después de sólo 6 torneos (algunos ōzeki del período les fueron meramente dados el rango debido a su tamaño o estado). Ōnomatsu Midorinosuke era su rival. Ellos diferían en que Inazuma odiaba los falsos comienzos en el tachi-ai, o la fase inicial de los ataques de sumo.
Como un luchador basado en Osaka, a Inazuma le fue concedida una licencia de yokozuna por la familia de Gojo en julio de 1828. Esta licencia fue disputada, pero, en septiembre de 1830, también fue concedida una licencia de yokozuna por la casa de Yoshida-tsukasa y por lo tanto ha sido aceptado como un yokozuna oficial.
En la división makuuchi, ganó 130 combates y perdió sólo 13 combates, logrando un porcentaje ganador de 90,9%. Después de su retiro, se trasladó a Matsue pero volvió a Tokio en el período Meiji.

## Historial
1821
| Año (Honbasho) | Haru Basho (febrero) (ciudad de Tokio) | Fuyu Basho (octubre) (ciudad de Tokio) | Victorias / Derrotas / Ausencias / Empates / Retenciones / Sin resultados |
| 1821           | ¿?                                     | ¿?                                     | ¿?                                                                        |

1822
| Año (Honbasho) | Haru Basho (enero) (ciudad de Tokio) | Fuyu Basho (octubre) (ciudad de Tokio) | Victorias / Derrotas / Ausencias / Empates / Retenciones / Sin resultados |
| 1822           | ¿?                                   | ¿?                                     | ¿?                                                                        |

1823
| Año (Honbasho) | Haru Basho (febrero) (ciudad de Tokio) | Fuyu Basho (octubre) (ciudad de Tokio) | Victorias / Derrotas / Ausencias / Empates / Retenciones / Sin resultados |
| 1823           | Jūryō 6 Oeste 2 - 3                    | Jūryō 3 Oeste 9 - 1                    | 11 - 4                                                                    |

1824-1826
| Año (Honbasho) | Haru Basho (enero) (ciudad de Tokio) | Fuyu Basho (octubre) (ciudad de Tokio) | Victorias / Derrotas / Ausencias / Empates / Retenciones / Sin resultados |
| 1824           | Jūryō 1 Oeste 6 - 0 - 1r             | Maegashira 5 Oeste 7 - 0 - 2 - 1r      | 13 - 0 - 2 - 2r                                                           |
| 1825           | Komusubi 1 Oeste 5 - 2 - 3           | Komusubi 1 Oeste 8 - 1 - 1             | 13 - 3 - 4                                                                |
| 1826           | Sekiwake 1 Oeste 6 - 1 - 2 - 1e      | Sekiwake 1 Oeste 7 - 0 - 1 - 1e - 1r   | 13 - 1 - 3 - 2e - 1r                                                      |

1827
| Año (Honbasho) | Haru Basho (marzo) (ciudad de Tokio) | Fuyu Basho (noviembre) (ciudad de Tokio) | Victorias / Derrotas / Ausencias / Empates / Retenciones / Sin resultados |
| 1827           | Sekiwake 1 Oeste 5 - 0 - 2           | ¿?                                       | 5 - 0 - 2                                                                 |

1828
| Año (Honbasho) | Haru Basho (marzo) (ciudad de Tokio) | Fuyu Basho (octubre) (ciudad de Tokio) | Victorias / Derrotas / Ausencias / Empates / Retenciones / Sin resultados |
| 1828           | ¿?                                   | Ōzeki 1 Oeste 4 - 1 - 5                | 4 - 1 - 5                                                                 |

1829
| Año (Honbasho) | Haru Basho (febrero) (ciudad de Tokio) | Fuyu Basho (octubre) (ciudad de Tokio) | Victorias / Derrotas / Ausencias / Empates / Retenciones / Sin resultados |
| 1829           | Ōzeki 1 Oeste 6 - 0 - 1                | Ōzeki 1 Oeste 8 - 0 - 1 - 1e           | 14 - 0 - 2 - 1e                                                           |

1830
| Año (Honbasho) | Haru Basho (marzo) (ciudad de Tokio) | Fuyu Basho (noviembre) (ciudad de Tokio) | Victorias / Derrotas / Ausencias / Empates / Retenciones / Sin resultados |
| 1830           | Ōzeki 1 Oeste 8 - 0 - 2              | Ōzeki 1 Oeste 6 - 1 - 2 - 1r             | 14 - 1 - 4 - 1r                                                           |

1831
| Año (Honbasho) | Haru Basho (febrero) (ciudad de Tokio) | Fuyu Basho (noviembre) (ciudad de Tokio) | Victorias / Derrotas / Ausencias / Empates / Retenciones / Sin resultados |
| 1831           | Ōzeki 1 Oeste 3 - 1 - 6                | Ōzeki 1 Oeste 8 - 0                      | 11 - 1 - 6                                                                |

1832
| Año (Honbasho) | Fuyu Basho (noviembre) (ciudad de Tokio) | Victorias / Derrotas / Ausencias / Empates / Retenciones / Sin resultados |
| 1832           | Ōzeki 1 Oeste 8 - 0 - 1 - 1e             | 8 - 0 - 1 - 1e                                                            |

1833
| Año (Honbasho) | Haru Basho (febrero) (ciudad de Tokio) | Fuyu Basho (noviembre) (ciudad de Tokio) | Victorias / Derrotas / Ausencias / Empates / Retenciones / Sin resultados |
| 1833           | Ōzeki 1 Oeste 9 - 0 - 1e               | ¿?                                       | 9 - 0 - 1e                                                                |

1834-1835
| Año (Honbasho) | Haru Basho (enero) (ciudad de Tokio) | Fuyu Basho (noviembre) (ciudad de Tokio) | Victorias / Derrotas / Ausencias / Empates / Retenciones / Sin resultados |
| 1834           | ¿?                                   | ¿?                                       | ¿?                                                                        |
| 1835           | Ōzeki 1 Oeste 5 - 0 - 3 - 2e         | Ōzeki 1 Oeste 6 - 2 - 2                  | 11 - 2 - 5 - 2e                                                           |

1836
| Año (Honbasho) | Haru Basho (febrero) (ciudad de Tokio) | Fuyu Basho (noviembre) (ciudad de Tokio) | Victorias / Derrotas / Ausencias / Empates / Retenciones / Sin resultados |
| 1836           | Ōzeki 1 Oeste 0 - 0 - 6                | Ōzeki 1 Oeste 3 - 0 - 7                  | 3 - 0 - 13                                                                |

1837
| Año (Honbasho) | Haru Basho (enero) (ciudad de Tokio) | Fuyu Basho (octubre) (ciudad de Tokio) | Victorias / Derrotas / Ausencias / Empates / Retenciones / Sin resultados |
| 1837           | Ōzeki 1 Oeste 5 - 0 - 4 - 1e         | Ōzeki 1 Oeste 5 - 1 - 1 - 2e - 1sr     | 10 - 1 - 5 - 3e - 1sr                                                     |

1838
| Año (Honbasho) | Haru Basho (febrero) (ciudad de Tokio) | Fuyu Basho (octubre) (ciudad de Tokio) | Victorias / Derrotas / Ausencias / Empates / Retenciones / Sin resultados |
| 1838           | Ōzeki 1 Oeste 3 - 0 - 3                | Ōzeki 1 Oeste 0 - 0 - 10               | 3 - 0 - 13                                                                |

1839
| Año (Honbasho) | Haru Basho (febrero) (ciudad de Tokio) | Fuyu Basho (octubre) (ciudad de Tokio) | Victorias / Derrotas / Ausencias / Empates / Retenciones / Sin resultados |
| 1839           | Ōzeki 1 Oeste 1 - 3 - 5 - 1e           | Ōzeki 1 Oeste 4 - 0 - 3 - 3e           | 5 - 3 - 8 - 4e                                                            |